# Малый Уим
Малый Уим — река в России, протекает в Тюменской области. Устье реки находится в 8 км по правому берегу реки Большой Уим. Длина реки составляет 43 км. 

## Данные водного реестра
По данным государственного водного реестра России относится к Иртышскому бассейновому округу, водохозяйственный участок реки — Иртыш от впадения реки Тобол до города Ханты-Мансийск (выше), без реки Конда, речной подбассейн реки — бассейны притоков Иртыша от Тобола до Оби. Речной бассейн реки — Иртыш.